# In the Heart of the Young
In the Heart of the Young ist das 1990 veröffentlichte zweite Studioalbum der US-amerikanischen Hard-Rock-Band Winger.

## Hintergrund
Das selbstbetitelte Debütalbum von Winger hatte in den USA Platz 21 der Billboard 200 und alle drei ausgekoppelten Singles hatten die Billboard Hot 100 erreicht; Winger wurde mit Platin ausgezeichnet. Die Band ging anschließend als Support für Ozzy Osbourne, die Scorpions und King’s X auf Tournee, eine weitere Tour mit Cinderella und den BulletBoys folgte.
Zur Vorbereitung auf das zweite Album mietete Sänger und Bassist Kip Winger ein Haus im Benedict Canyon in Los Angeles, in dem die Band an ersten Demos arbeitete. Der Titel Miles Away, der von Paul Taylor geschrieben worden war und als eine der ausgekoppelten Singles Platz 12 in den USA und Platz 56 in Großbritannien erreichte, war schon 1986 entstanden und von Taylor, Kip Winger und dem damaligen Alice-Cooper-Schlagzeuger Ken Mary als Demo aufgenommen worden.
In the Heart for the Young wurde erneut von Beau Hill produziert. Es enthielt elf Titel, von denen drei, nämlich Can’t Get Enuff, Miles Away und Easy Come, Easy Go als Singles veröffentlicht wurden. Die Titel All I Ever Wanted und Never wurden zwar fertiggestellt und aufgenommen, aber nicht auf dem Album veröffentlicht.
Für die Album-Tour wurde Paul Taylor durch John Roth ersetzt. Die Band tourte in den USA u. a. mit KISS, Extreme, ZZ Top und Slaughter, in Europa bestritt sie vom 25. November 1990 (Florenz) bis zum 26. Januar 1991 (Göteborg) das Vorprogramm der Scorpions auf deren Crazy-World-Tournee.

## Titelliste
1. Can’t Get Enuff (Winger, Beach) – 4:19
2. Loosen Up (Winger, Beach, Taylor, Morgenstein) – 3:28
3. Miles Away (Taylor) – 4:11
4. Easy Come, Easy Go (Winger) – 4:03
5. Rainbow in the Rose (Winger, Beach) – 5:33
6. In the Day We’ll Never See (Winger, Beach, Taylor, Morgenstein) – 4:50
7. Under One Condition (Winger, Beach) – 4:27
8. Little Dirty Blonde (Winger, Taylor) – 3:31
9. Baptized by Fire (Winger, Beach) – 4:11
10. You Are the Saint, I am the Sinner (Winger, Beach) – 3:35
11. In the Heart of the Young (Winger) – 4:37

## Rezeption
In the Heart of the Young erreichte in den USA Platz 15 der Billboard 200 und wurde am 18. September 1990 mit einer Goldenen Schallplatte ausgezeichnet. Das Album erreichte am 25. April 1991 Platinstatus.
Frank Albrecht schrieb für Rock Hard, Winger spiele „typischen US-Kommerzmetal mit leichtem Bluestouch“. Der Opener Can't Get Enuff schließe „nahtlos da an, wo das Debüt der Band aufgehört“ habe: „Kerniger, nicht zu glatt produzierter Metal mit einprägsamen Refrains“. Albrecht erwähnt Miles Away als „zuckersüßes Stückchen schreiben, das dennoch nicht zu schmalzig“ sei. Weiterhin verglich er Rainbow in the Rose aufgrund der „poppigen Keyboardeinsätze und der vorzüglichen Melodylines im Gesang“ mit Stücken von Dan Reed Network und bezeichnet In the Day We'll Never See als „absoluten Knaller, perfekt komponiert, unter Garantie eine Hitsingle“. Baptised By Fire werde „durch ein kurzes, originelles Bass-Solo“ eingeleitet, bei dem Kip Winger beweise, dass „Joey DeMaio eben nicht das Maß aller Dinge“ sei. Albrecht schloss mit der Bemerkung, In the Heart Of The Young sei „eine gelungene Kommerzscheibe“.